# Halstuch

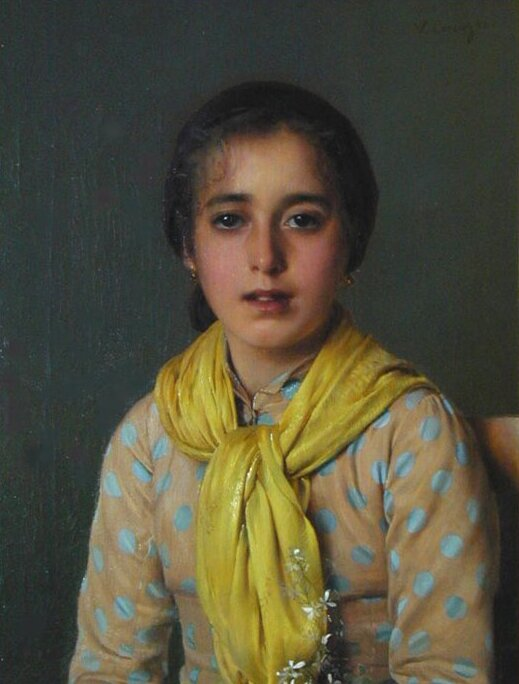
Mädchen mit gelbem Halstuch (Gemälde von Vittorio Matteo Corcos)

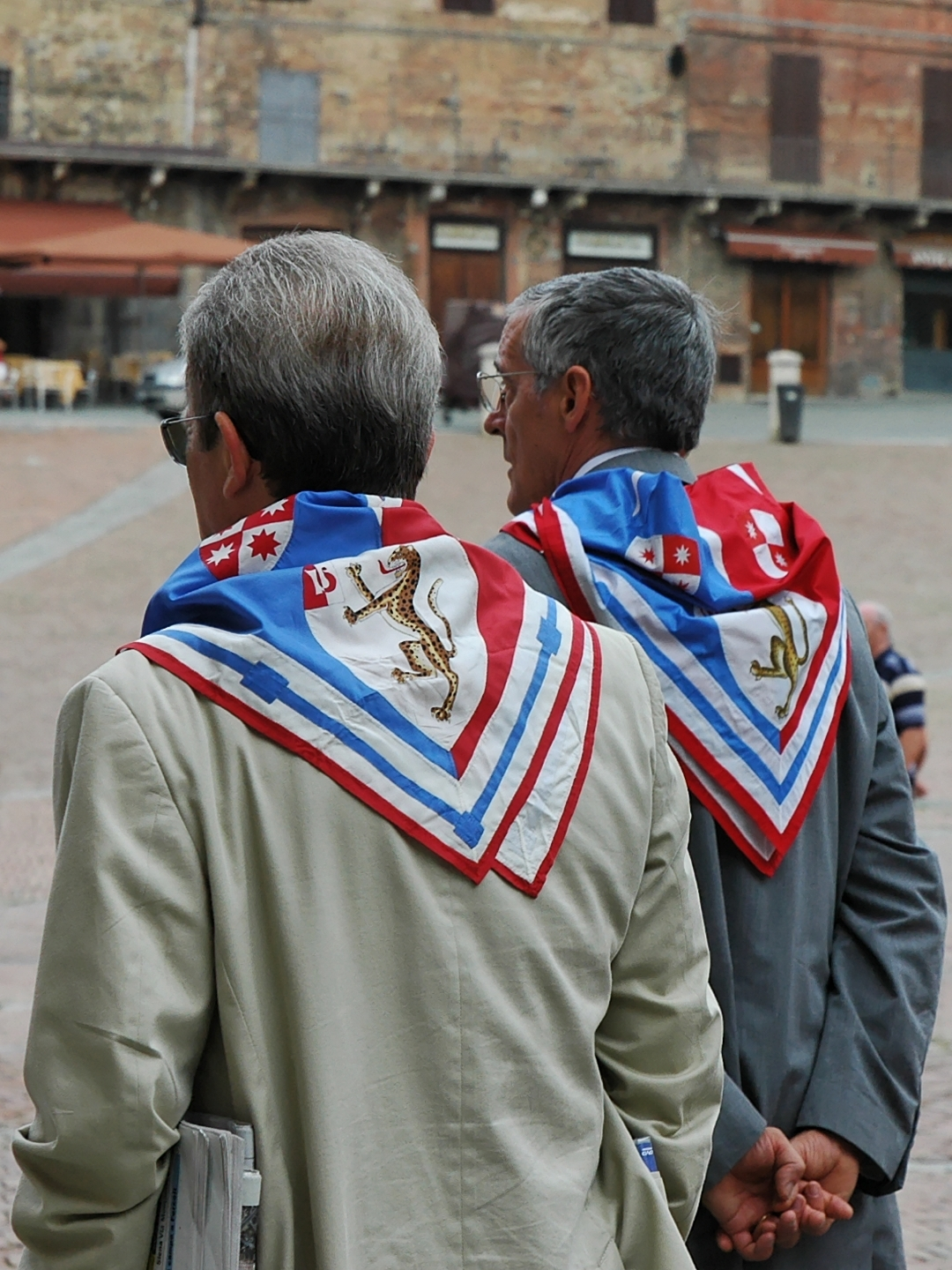
Männer mit Halstuch

Ein Halstuch ist ein schalartiges, dreieckiges oder quadratisches Tuch, das unter dem Mantel, in der heutigen Mode zur Belebung auch zu Pullovern getragen wird. Ursprünglich verstand man darunter ein um den Hals geknotetes Tuch.

## Geschichte
Das Halstuch kam als Teil der männlichen Kleidung zur Zeit Ludwigs XIV. in Mode, als der herrschende breite Reiterkragen durch die Allongeperücke verdrängt wurde. Es wurde aus feinem, weißem, für das Bürgertum auch aus farbigem oder schwarzem Stoff gefertigt und unter dem Kinn gebunden, so dass die in Falten gelegten und mit Spitzen besetzten Zipfel auf die Brust herabfielen. Im 18. Jahrhundert war es lange Zeit durch das Jabot verdrängt, bis es in den 1780er Jahren wieder auftrat. Es bestand damals aus feiner, weißer Leinwand und umschloss den umgeschlagenen Hemdkragen.
Zur Zeit der französischen Revolution wuchsen die Halstücher bis übers Kinn hinauf und wurden bis zu dreien übereinander getragen; mit dem nun aufrecht stehenden Hemdkragen (Vatermörder) wurden sie allmählich wieder kleiner und senkten sich. Jabots waren noch bis in die 1820er Jahre im Gebrauch; dann kam das schwarze Halstuch auf, seit 1830 auch in Form gesteifter Halsbinden. Seit Beginn der 1850er Jahre bestand das Halstuch meist nur noch aus einem Band oder wurde durch Krawatten oder Schlipse ersetzt.

## Halstücher als Uniformbestandteil

### Militär
In den Kriegsmarinen tragen Mannschaften ein schwarzes, zu einem Knoten gebundenes Halstuch zum weißen und blauen Dienstanzug.

### Pfadfinder- und Jugendbewegung

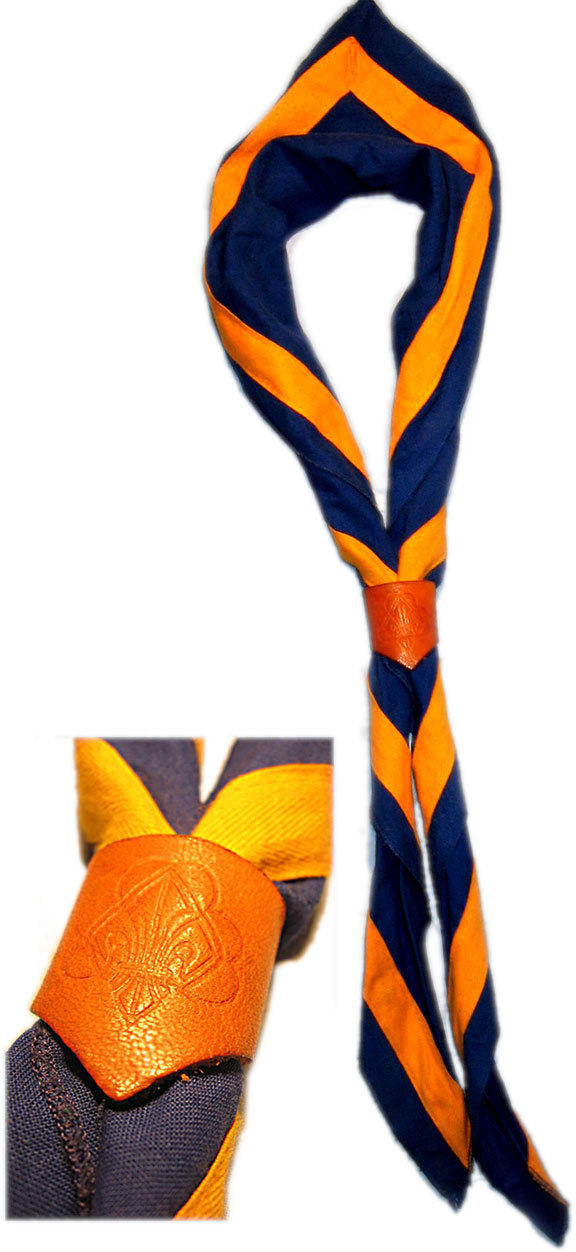
Halstuch des Bundes der Pfadfinder*innen mit Halstuchring

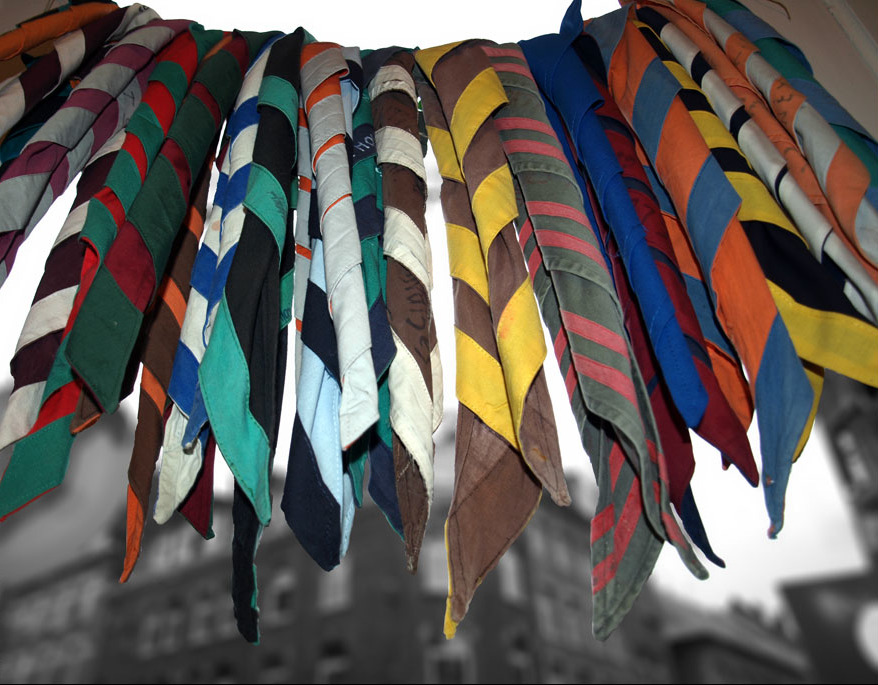
Verschiedene Gruppenhalstücher der Guides Catholiques de Belgique

In der Pfadfinderbewegung gehört das Halstuch zur Kluft. In fast allen Pfadfinderverbänden wird das Halstuch den Mitgliedern erst nach einer Probezeit verliehen, in der Regel in Zusammenhang mit dem Ablegen des Pfadfinderversprechens. Es dient als Symbol für die dauerhafte Zugehörigkeit zur Pfadfinderbewegung.
Ein Großteil der deutschen Pfadfinderverbände verwendet ein einheitliches, verbandsweites Farbschema, wobei die unterschiedlichen Farben oder Streifen für die jeweiligen Altersstufen stehen. Der Ring deutscher Pfadfinder*innenverbände hat für alle in ihm organisierten Pfadfinder seit 2007 ein eigenes, einheitliches Halstuch, welches bei Veranstaltungen getragen werden kann, an denen mehrere Ringverbände beteiligt sind. Außerhalb Deutschlands sind Halstücher in den Gruppenfarben weit verbreitet, einheitliche Halstücher werden nur für zentrale Veranstaltungen oder bei Auslandsfahrten zur Kennzeichnung der Nationalität verwendet. Mitunter werden Halstücher zu besonderen Anlässen hergestellt, die Erinnerungswert genießen.
Auch andere bündische Jugendgruppen, beispielsweise Wandervögel bedienen sich des Halstuchs als Auszeichnung. Bei diesen ist ein Halstuchring eher ungewöhnlich, sondern die Zipfel werden miteinander verknotet. Auch bei dänischen Pfadfindern ist ein – quadratischer – Halstuchknoten verbreitet.
Das Halstuch von Pfadfindern ist typisch aus Webstoff. Der Schnitt kann ein diagonal halbiertes Quadrat sein, dessen Seiten fadenparallel verlaufen. Die Diagonale misst etwa 90 cm. Alternativ kommt ein etwas schlankerer Schnitt vor, also ein gleichschenkeliges Dreieck mit 90 cm langer Basis und etwa 36 (statt 45) cm Höhe. Die Gestaltung kann eingewebt, in Form von Bändern entlang der kurzen Seiten oder einem gestickten Wappen nahe dem Scheitel aufgenäht oder durch andersfarbige Säume rundum erfolgen.
Vor dem Umlegen/Anlegen/Umbinden des Halstuchs wird dieses ab der langen Seite (Rückseite des Tuchs nach oben, eventuell quer über einen oder beide Oberschenkel gelegt) her über etwa 2/3 der Höhe eingerollt oder wickel-gefalzt. Das ungewickelt verbliebene restliche Dreieck von etwa 20 cm Breite und 10 cm Höhe kommt beim Anlegen über dem Uniformhemd sichtbar auf Nacken und Rücken der Person zu liegen. Der Wickel(falz) kann vorher zwischen Hals und Hemdkrageninnenseite eingelegt werden, was guten Formschluss ergibt und den Hemdkragen vor Verschmutzung schützt.
Ein Halstuch ist mit einem Ring schneller umgebunden, doch dieser kann verloren gehen. Einen Halstuchknoten zu binden dauert nicht nur länger, ein weiterer Nachteil ist das Risiko, sich zu strangulieren, sollte sich das Halstuch irgendwo verhaken.

### Pionierorganisationen

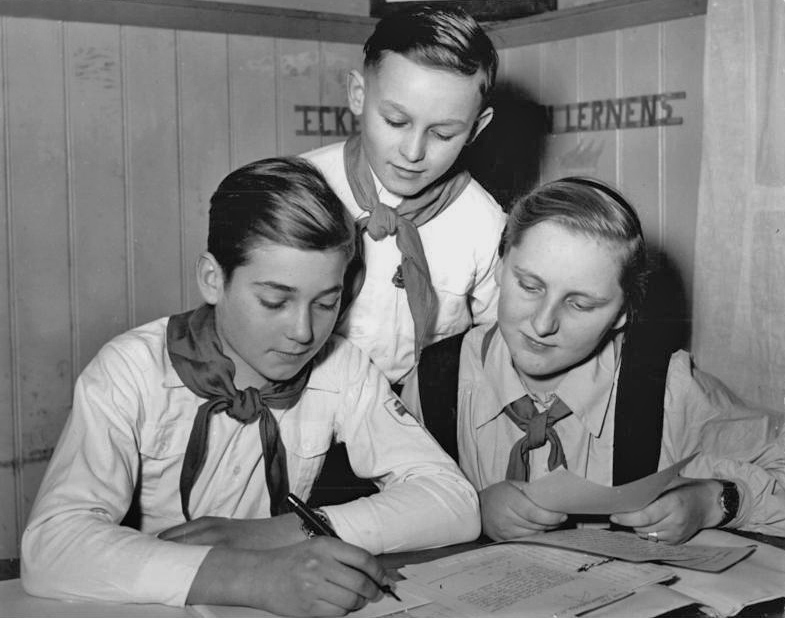
Junge Pioniere mit Halstuch

In der DDR trugen die Jungen Pioniere als Zeichen der Mitgliedschaft ebenfalls eine Art Uniform, bestehend aus blauer Hose oder Rock, weißem Hemd oder Bluse und einem blauen Halstuch für Jungpioniere (1.–3. Schulklasse) bzw. einem roten Halstuch für Thälmannpioniere (4.–7. Schulklasse). Gebunden wurde dieses mit dem Kreuzknoten, hier speziell Pionierknoten genannt.
Das Halstuch der Leninpioniere erfuhr in dem sowjetischen Kriegsfilm Den Tapferen trifft die Kugel nicht (1970) eine propagandistische Überhöhung.

## Halstücher als Modeaccessoire
In der Mode verwenden Frau und Männer Halstücher als modisches Accessoire.

## Halstücher als Protestzeichen
Während der Bauernproteste in den Niederlanden im Jahr 2022 wurden neben über Kopf gehissten Niederländischen Flaggen zumeist gemusterte, rote Halstücher („boerendoek“ – Bauerntuch) als Protest- und Solidaritätszeichen gezeigt, häufig an Kraftfahrzeuge gebunden.